# Rothwell (Lincolnshire)
Rothwell – wieś w Anglii, w hrabstwie Lincolnshire, w dystrykcie West Lindsey. Leży 33 km na północny wschód od Lincoln i 219 km na północ od Londynu.